# Christian Steinwerth
Christian Steinwerth (* 1976/1977) ist ein deutscher Basketballtrainer.

## Leben
Steinwerths Trainerlaufbahn begann in Wolmirstedt, dort war er bis 2006 tätig. In der Saison 2006/07 war er Cheftrainer der Herrenmannschaft der BG Magdeburg in der 1. Regionalliga, im Zeitraum 2007 bis 2009 arbeitete er an der in Magdeburg ansässigen Sportschule des Basketball-Verbands Sachsen-Anhalt und betreute die Stützpunktvereine. 2010 trat er das Amt des Landestrainers des Basketball-Verbands Sachsen-Anhalt an. Neben der Tätigkeit für den Verband war Steinwerth zusätzlich auf Vereinsebene als Trainer beschäftigt, unter anderem im Nachwuchsbereich des SV Halle sowie in den Spielzeiten 2009/10 und 2013/14 als Trainer der Jungenmannschaften des Mitteldeutschen BC in der Jugend-Basketball-Bundesliga (JBBL) und 2014/15 sowie erneut im Frühjahr 2016 in der Nachwuchs-Basketball-Bundesliga (NBBL). Ab Mai 2016 war Steinwerth Co-Trainer von René Spandauw bei den Bundesliga-Damen der SV Halle Lions und nach wie vor Landestrainer Sachsen-Anhalts. Als sich Halle Anfang Dezember 2017 von Spandauw trennte, rückte Steinwerth ins Cheftraineramt. Er konnte den Bundesliga-Abstieg der Hallenserinnen, der im März 2018 feststand, aber nicht verhindern.
Mitte April 2018 wurde Steinwerth als neuer Trainer und Sportlicher Leiter der gemeinsamen Nachwuchsakademie der Vereine Wolfpack Wolfenbüttel und Eintracht Braunschweig vorgestellt. Im Rahmen dieser Stelle übernahm er unter anderem als Trainer die Betreuung der Spielgemeinschaft in der Weiblichen-Nachwuchs-Basketball-Bundesliga (WNBL). Gleichzeitig war er Co-Trainer der Braunschweiger Damen-Bundesligamannschaft. Im Mai 2019 trat er das Cheftraineramt bei den Damen von Eintracht Braunschweig an, die sich nach dem Ende der Saison 2018/19 aus der ersten in die zweite Bundesliga zurückgezogen hatten. Neben seiner Tätigkeit in Niedersachsen war Steinwerth im Sommer 2019 für den Deutschen Basketball Bund tätig und gehörte als Assistenztrainer zum Stab der U20-Damennationalmannschaft bei der Europameisterschaft. Bereits 2018 betreute er zudem als Bundestrainer die deutschen Jugendauswahlen im Mädchen- und Jungenbereich in der Basketball-Spielart 3-gegen-3. In der aufgrund der Ausbreitung des Coronavirus SARS-CoV-2 Mitte März 2020 vorzeitig beendeten Saison 2019/20 stand Steinwerth mit den Braunschweiger Damen auf dem ersten Tabellenplatz der 2. Bundesliga Nord, als die Ligaleitung den Abbruch des Spieljahres verkündete. 2025 endete seine Tätigkeit als Trainer der Braunschweigerinnen.